# 勞格納河
48°33′26.5″N 10°41′13″E / 48.557361°N 10.68694°E

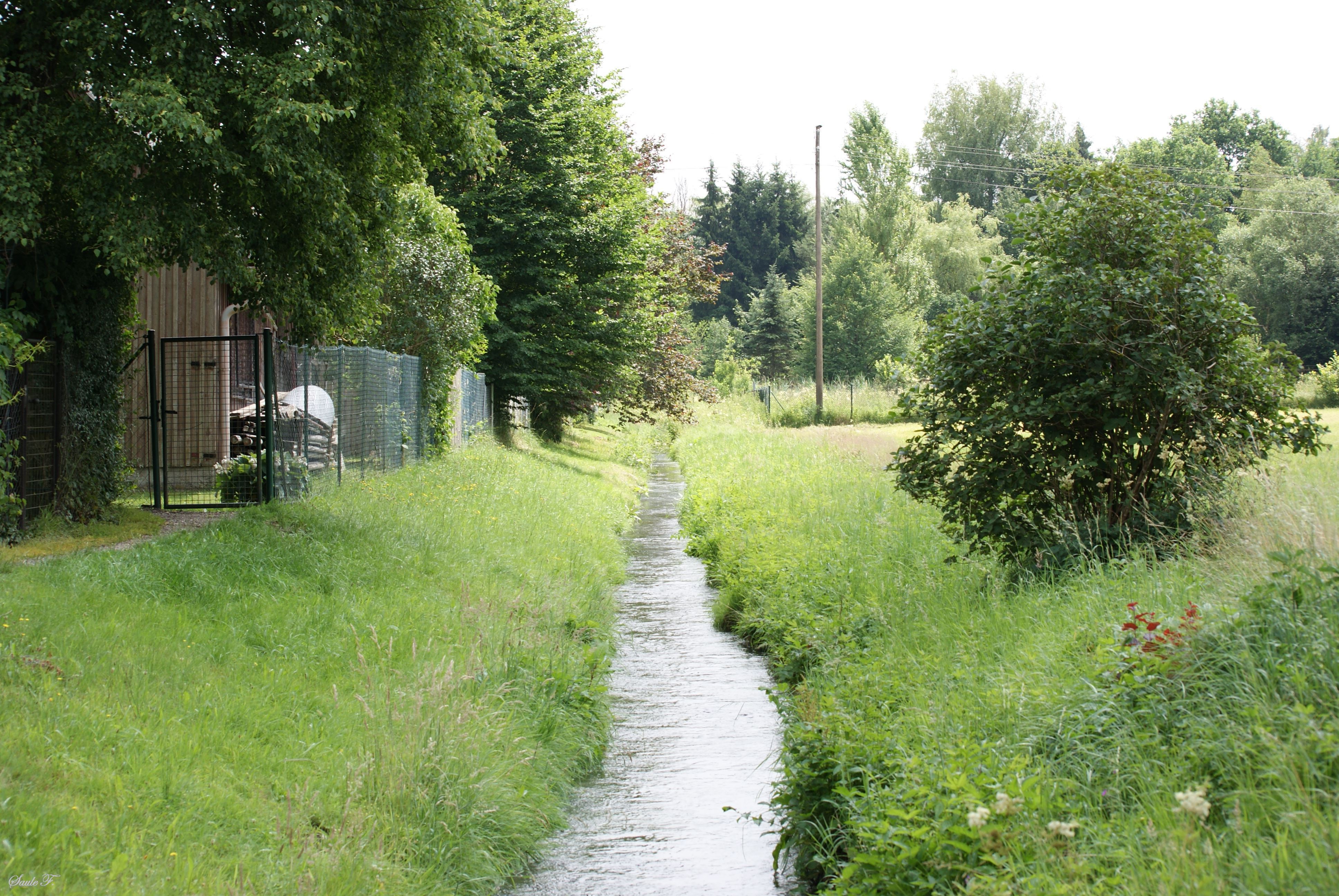
勞格納河

勞格納河（德語：Laugna），是德國的河流，位於該國東南部，由巴伐利亞負責管轄，河道全長22公里，發源自阿德爾斯里德，在韋爾廷根注入楚薩姆河。